# Joe Mantell
Joe Mantell (Nueva York, 21 de diciembre de 1915-Tarzana, California; 29 de septiembre de 2010) fue un actor estadounidense.

## Biografía
Mantell nació en Brooklyn, de padres de origen polaco. Su apellido se deletreaba originalmente "Mantel" y acentuada en la primera sílaba, pero al principio de su carrera como actor, Mantell añadió una "L" extra y cambió la pronunciación en "Man-TELL". Fue nominado al Óscar al mejor actor de reparto por su papel como "Angie" en la película Marty de 1955 que ganó el Óscar a la mejor película.
Mantell interpretó en Storm Center (1956) y Chinatown (1974), donde en ambas interpretaba a Lawrence Walsh, compañero del investigador privado Jake Gittes. Pronunció la famosa última frase del film: "Forget it, Jake, it's Chinatown." El personaje de Walsh reapareció en The Two Jakes. Tuvo un pequeño papel en Los pájaros de Hitchcock. Mantell fue un habitual en series de televisión, incluyendo dos episodios de The Twilight Zone: "Nervous Man in a Four Dollar Room" (en el papel protagonista) y "Steel".
Murió el 29 de septiembre de 2010 a Tarzana, California, a los 94 años.

## Filmografía

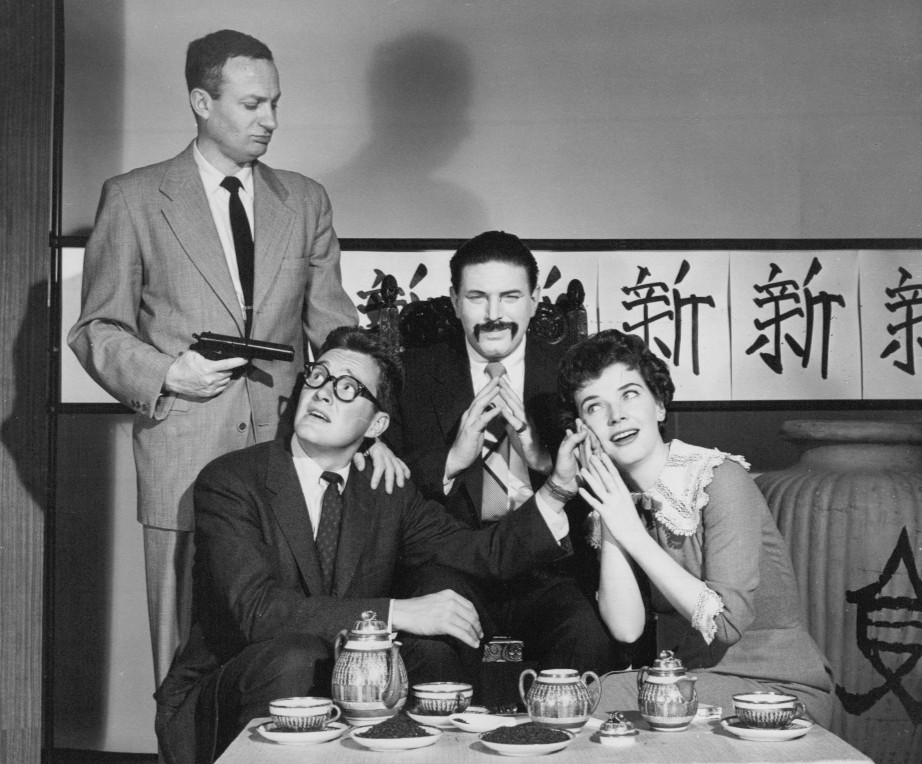
Joe Mantell soteniendo una pistola con Orson Bean, Theodore Bikel y Polly Bergen en
"San Francisco Fracas", un episodio de
The Elgin Hour (1955)

- 1949: Relato criminal (The Undercover Man) de Joseph H. Lewis
- 1949: Barbary Pirate, de  Lew Landers
- 1949: Puerto de Nueva York (Port of New York), de Laslo Benedek
- 1949: And Baby Makes Three, de Henry Levin
- 1955: Marty, de Delbert Mann
- 1956: En el ojo del huracán (Storm Center), de Daniel Taradash
- 1957: Locuras de Nueva York (Beau James), de Melville Shavelson
- 1957: El recluta (The Sad Sack), de George Marshall
- 1958: Onionhead, de Norman Taurog
- 1960: El cielo coronado (The Crowded Sky), de Joseph Pevney
- 1963: Los pájaros (The Birds), de Alfred Hitchcock
- 1966: La mujer sin rostro (Mister Buddwing), de Delbert Mann
- 1970: Los violentos de Kelly (Kelly's Heroes), de Brian G. Hutton
- 1974: Chinatown, de Roman Polanski
- 1984: Por culpa de la noche (Blame It on the Night), de Gene Taft
- 1985: Esto no es Hollywood (Movers & Shakers), de William Asher
- 1990: The Two Jakes, de Jack Nicholson

## Premios y distinciones
Premios Óscar
| Año  | Categoría              | Película | Resultado |
| ---- | ---------------------- | -------- | --------- |
| 1956 | Mejor actor de reparto | Marty    | Nominado  |